# Artă de anduranță

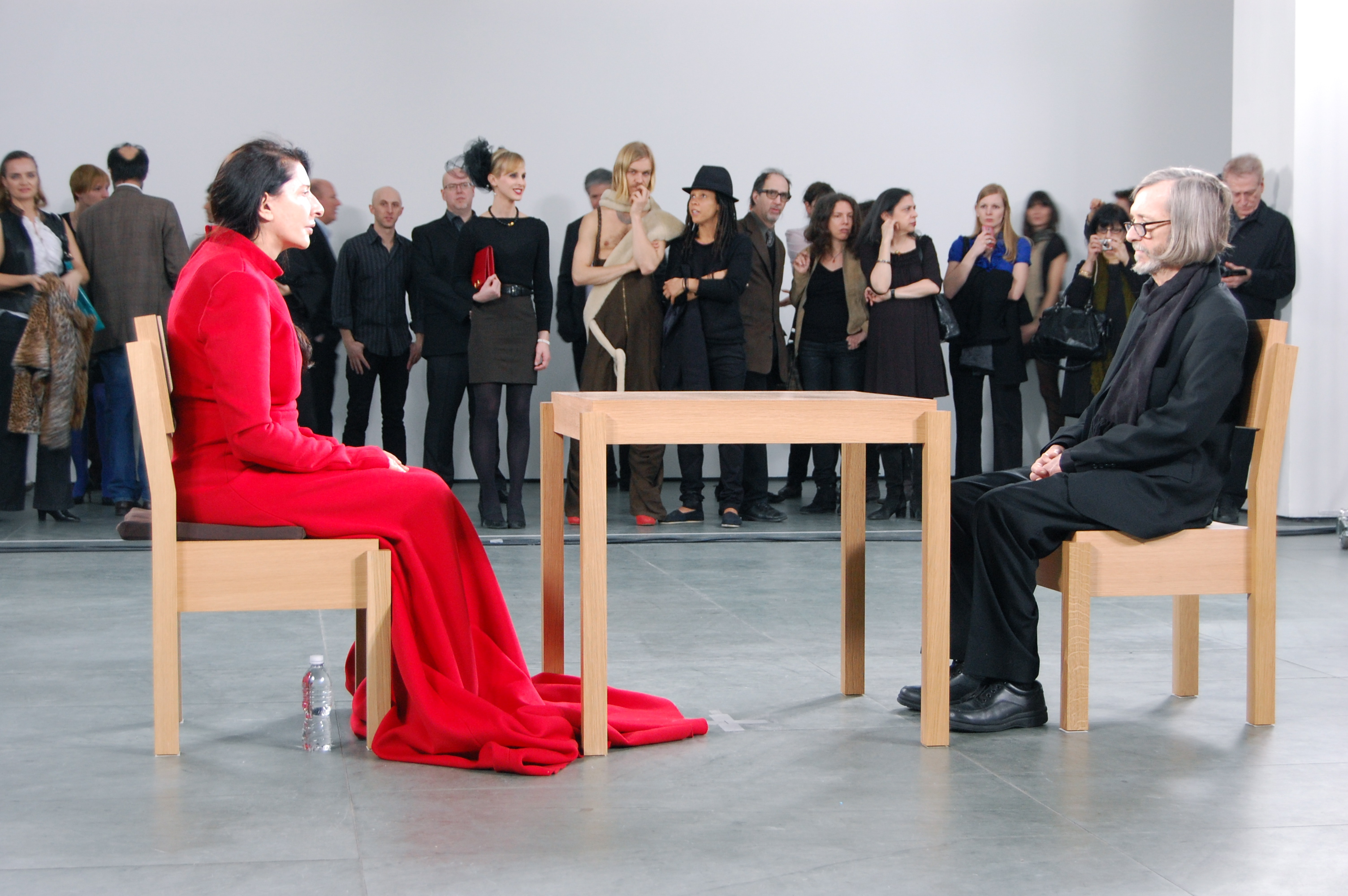
În cadrul actului artistic The Artist is Present din 2010, Marina Abramović a stat în fața vizitatorilor muzeului fără să scoată vreun sunet opt ore pe zi timp de trei luni, un total de 750 de ore. Acest lucru s-a întâmplat la Muzeul de Artă Modernă din New York.

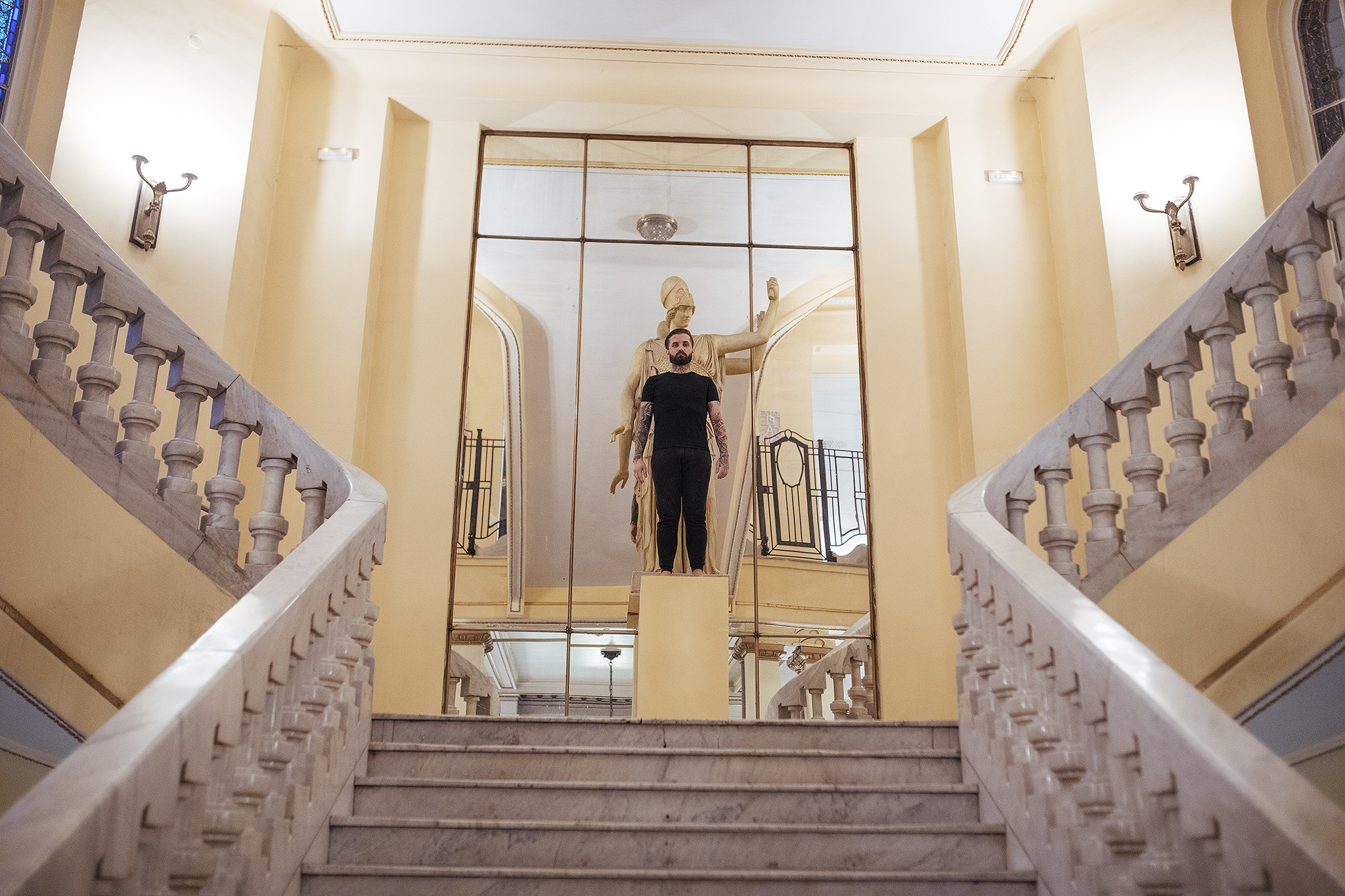
Artistul Abel Azcona reprezentând ' la Círculo de Bellas Artes din Madrid

Arta de anduranță sau arta de rezistență este un fel de artă interpretativă care implică o anumită formă de suferință, cum ar fi durerea, singurătatea sau epuizarea. Spectacolele în cadrul cărora se pune accentul pe trecerea unor perioade lungi de timp sunt cunoscute drept artă de durată sau spectacole de durată .
Concursurile de anduranță umană  au   reprezentat o modă a Americii anilor 1920-1930, desfășurându-se în perioada Marii Crize Economice. Scriitorul Michael Fallon urmărește genul artei de anduranță până la lucrările lui Chris Burden din California în anii 1970 . Burden a petrecut cinci zile într-un dulap în Five Day Locker Piece (1971), s-a împușcat în Shoot (1971) și a stat 22 de zile pe un pat într-o galerie de artă în Bed Piece (1972).
Alte exemple de artă de anduranță includ actul artistic al lui Tehching Hsieh, numit One Year Performance 1980–1981 (Time Clock Piece), în care timp de 12 luni și-a făcut câte o poză o dată pe oră, și Art/Life One Year Performance 1983–1984 (Rope Piece), în care Hsieh și Linda Montano au petrecut un an legați unul de celălalt cu o frânghie de  aproape opt metri și jumătate. 
În The House with the Ocean View (2003), Marina Abramović a trăit în tăcere timp de 12 zile fără mâncare sau divertisment pe o scenă complet deschisă publicului. Atât de mare este rezistența fizică necesară pentru unele dintre actele sale artistice, încât în 2012 a înființat ceea ce ea a numit o „tabără de antrenament în grup” în Hudson, New York, pentru spectacolele la care avea nevoie de mai multe persoane.
The Nine Confinements sau The Privation of Liberty este un act artistic conceptual, interpretativ și de anduranță cu conținut critic și biografic ce îi aparține artistului Abel Azcona. Actele artistice ale acestuia constau dintr-o succesiune de spectacole realizate între 2013 și 2016. Toate seriile au avut ca temă privarea de libertate. Primul act artistic din serie a fost interpretat de Azcona în 2013 și este numit Confinement in Search of Identity . Artistul a trebuit să rămână închis timp de șaizeci de zile într-un spațiu special construit în interiorul unei galerii de artă din Madrid, cu resurse alimentare limitate și în beznă totală. Spectacolul a fost oprit după patruzeci și două de zile din motive de sănătate, iar artistul a fost internat. Azcona a conceput aceste acte artistice pentru a oferi o reflecție și, de asemenea, pentru a reda legătura dintre acestea și boala mintală de care suferă, boala mintală fiind una dintre temele recurente abordate de Azcona .

## Exemple

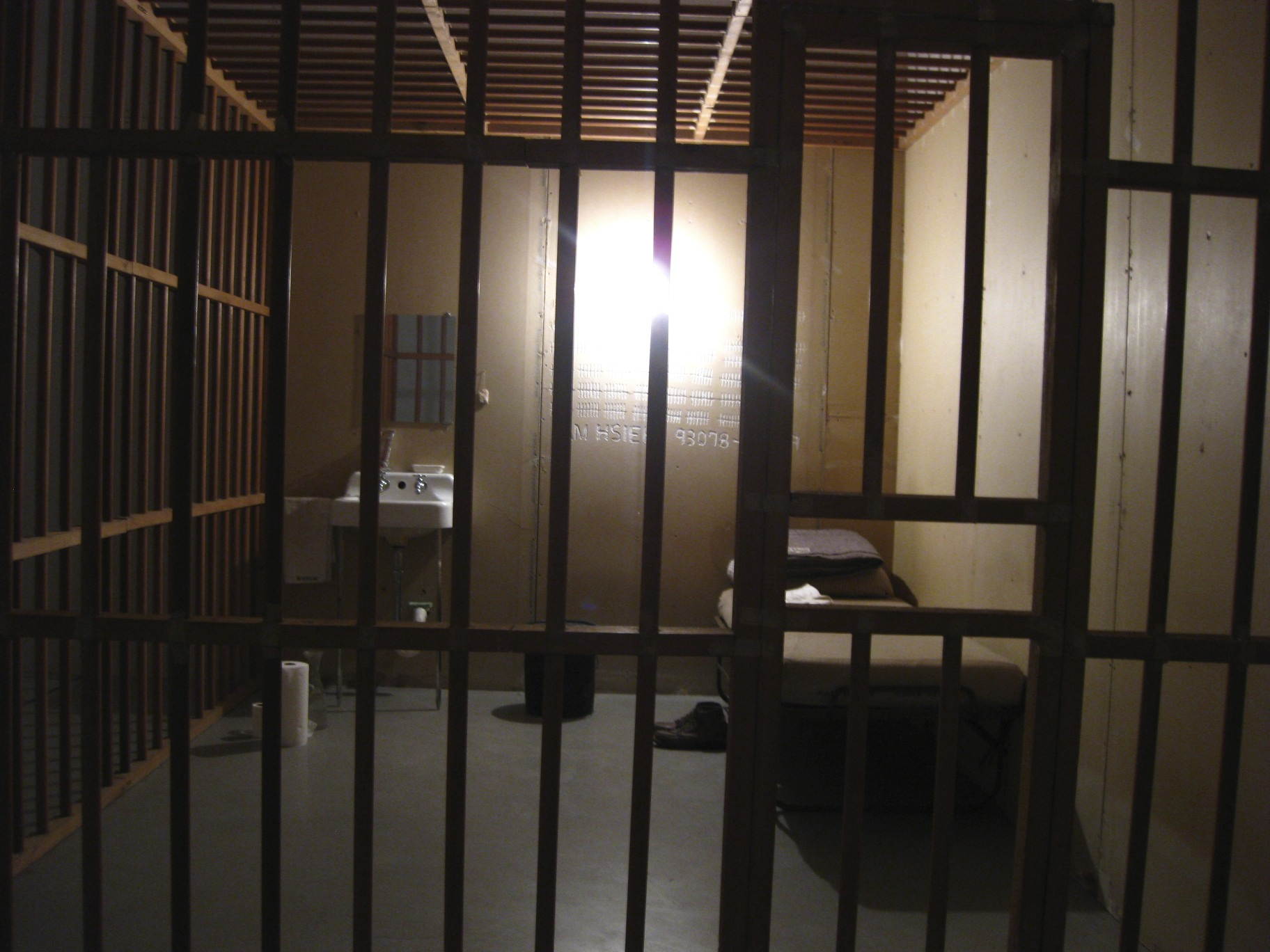
Tehching Hsieh a petrecut un an în această celulă în studioul său în One Year Performance 1978–1979 (Cage Piece)

- Marina Abramović[13] -Rhythm 0, 1974 (Actul artistic presupunea ca Abramović să stea nemișcată, în timp ce publicul era invitat să îi facă ce dorește, folosind unul dintre cele 72 de obiecte pe care le așezase pe o masă. Printre acestea se numărau un trandafir, o pană, un parfum, miere, pâine, struguri, vin, foarfece, un bisturiu, cuie, o bară de metal, un pistol și un glonț.); Rhythm 5, 1974 (În acest spectacol, Abramović a căutat să evoce din nou energia durerii corporale extreme, folosind o stea mare îmbibată cu petrol, căreia i-a dat foc la începutul spectacolului. Stând în fața stelei, Abramović și-a tăiat unghiile de la picioare și fire de păr. Când a terminat cu fiecare, ea a aruncat resturile tăiate în flăcări, creând o explozie de lumină de fiecare dată); Luminosity, 1997, 2010 (În Luminosity, Abramović apare dezbrăcată, stând în echilibru pe o șa de bicicletă, urcată pe un piedestal, montat la înălțime pe perete); Nude with Skeleton, 2002, 2005, 2010; (În timpul actului artistic, care durează patru minute, corpul gol al artistei poate fi văzut întins pe podea și ținând un schelet deasupra cutiei toracice.)                                          The House With the Ocean View (2003); Balkan Erotic Epic, 2005[14]. (În 2005, Marina Abramovic a filmat o serie de șapte videoclipuri care înfățișează ritualuri străvechi din Balcani, zona în care s-a născut; aceasta reconstituie ritualuri mistice legate de fertilitate și virilitate.)
- Marina Abramović și Ulay[15] (A fost un artist german stabilit la Amsterdam și Ljubljana, care s-a bucurat de recunoaștere internațională pentru arta sa Polaroid și pentru spectacolul realizat în colaborare cu Marina Abramović, partenera sa de lungă durată.) -Point of Contact, 1980[9];  (Timp de 700 de ore, aceștia își îndreaptă degetele arătătoare unul spre celălalt și, chiar înainte de a se atinge, simt acest tip de aură și de câmp energetic pentru o perioadă lungă.); Night Sea Crossing, 1981; (Ulay și Abramović stăteau tăcuți și nemișcați la fiecare capăt al unei mese, unul în fața celuilalt.); The Lovers: Walk on the Great Wall, 1988. (Act artistic în care au decis să facă o călătorie spirituală care să le pună capăt relației: fiecare dintre ei a parcurs jumătate din lungimea Marelui Zid Chinezesc, pornind de la cele două capete opuse și întâlnindu-se la mijloc.)
- Vito Acconci –Seedbed, 1972 (În actul artistic, există o rampă joasă din lemn care se contopește cu podeaua. Rampa se întinde pe toată lățimea camerei, începând la un metru și jumătate pe latura unui perete și coborând înclinată până la mijlocul podelei.)[16].
- David Askevold – Fill, 1970 (Monitorul devine o cutie cu sunet și imagine. Ecranul este umplut prin punerea unor bucăți de folie de aluminiu pe un microfon care sunt mai apoi înfășurate pe rând și desfăcute. Sunetul produce o implozie în timpul înfășurării și explodează pe măsură ce foile sunt îndepărtate de microfon.)[17][18].
- Abel Azcona -The Death of The Artist, 2018[19]; The Fathers, 2016 (Aceasta a inclus zeci de supraviețuitoare ale prostituției, care au făcut o descriere fizică a ultimului lor client. Este o lucrare biografică a artistului însuși, care nu-și cunoaște tatăl, fiind conceput în timpul unui act de prostituție.);                            Amen or The Pederasty, 2015 (El a adunat două sute patruzeci și două de ostii, ceea ce reprezenta numărul de cazuri de pederastie raportate în nordul Spaniei în deceniul precedent și a scris cuvântul 'Pederastie'); Buried, 2015 (Azcona a invitat zeci de rude ale republicanilor care au fost împușcați, persecutați sau au dispărut în timpul Războiului Civil Spaniol. Descendenții victimelor stau în fața monumentului, toți îngropați simbolic cu pământ din grădina unuia dintre participanți, unde rudele sale au fost împușcate.); Eating, 2012 (Timp de 9 ore, acesta înghite paginile unui exemplar al Coranului, al Torei și al Bibliei.); The Nine Confinements or The Deprivation of Liberty, 2013-2016.
- Stuart Brisley – And for today ... nothing, 1972 (În baia întunecată a unei galerii, înconjurată de măruntaie în putrefacție cu viermi înăuntru, Brisley zăcea scufundat într-o baie de apă neagră, undeva între scufundare și înec.)
- Chris Burden[15] – Five Day Locker Piece, 1971.
- David Blaine[20] -Witness (1999); Buried Alive, (David Blaine a fost îngropat sub pământ, într-un sicriu de plexiglas, sub o cisternă de 3 tone plină cu apă, timp de șapte zile și șapte nopți, supraviețuind doar cu lichide); Frozen in Time, (Pus într-un bloc masiv de gheață în Times Square timp de 63 de ore, 42 de minute și 15 secunde, a luptat împotriva lipsei severe de somn și a temperaturilor scăzute de îngheț, înainte de a fi scos cu ajutorul unor drujbe.); Vertigo, (O macara l-a ridicat pe David Blaine pe un stâlp de 30 de metri înălțime și 22 de centimetri lățime în Bryant Park, New York, unde a stat 35 de ore fără să doarmă și fără hamuri sau plase de siguranță care  să-l protejeze de betonul de dedesubt.); Above the Below, (David Blaine a început un post de 44 de zile pe 5 septembrie 2003, sigilat în interiorul unei cutii de plexiglas transparent suspendată la 10 metri înălțime, pe malul râului Tamisa din Londra);Drowned Alive, (Actul artistic a durat șapte zile și a presupus scufundarea într-o sferă cu diametrul de 2,4 m, umplută cu apă care conținea soluție salină izotonică, în fața Lincoln Center din New York City.); Revolution, (David Blaine s-a întors în zona Times Square, unde a fost suspendat de o macara în interiorul unui dispozitiv format din inele concentrice care se învârteau.); Electrified, (Artistul s-a înconjurat cu bobine Tesla de înaltă tensiune timp de trei zile la rând.); Ascension, (Agățat de niște baloane uriașe cu heliu, Blaine s-a ridicat de pe suprafața pământului, plutind spre spațiu.).
- Jimmy Donaldson – Counting to 100,000, watching It's Everyday Bro for 10 hours, 50 hours buried alive, fasting for 30 days, 2016 (Să numeri până la 100.000, în timp ce asculți piesa It's Everyday Bro timp de 10 ore, 50 de ore îngropat de viu, să postești timp de 30 de zile)- în derulare.
- Nikhil Chopra, – Give Me Your Blood And I Will Give You Freedom, 2014[21]. (Într-un spectacol de 50 de ore, Chopra transformă o pânză albă în peisaje de cerneală neagră, ca expresie a sângeroasei lupte pentru libertate din India împotriva dominației coloniale din 1943.)
- Houston Conwill – Juju Rituals, ( Ritualuri Juju) 1975–1983[22].
- Elevator Repair Service – Gatz, 2005[21][23]. (Plasat într-un birou contemporan și sărăcăcios, "Gatz" începe atunci când un muncitor care lucrează la birou găsește din întâmplare un exemplar al cărții și începe să citească; se termină aproximativ șase ore mai târziu.)
- EJ Hill – A Monumental Offering of Potential Energy, 2016[24][25][26][27]. (Artistul stătea culcat cu fața în jos la baza unei sculpturi de roller coaster până la sfârșitul fiecărei zile, când se ridica pentru a pleca acasă.)
- Tehching Hsieh – One Year Performance 1978–1979 (Cage Piece); One Year Performance 1980–1981 (Time Clock Piece)[28][29].
- Tehching Hsieh with Linda Montano – Art/Life One Year Performance 1983–1984 (Rope Piece).
- Ragnar Kjartansson – A Lot of Sorrow, 2014[30]. (A Lot of Sorrow, colaborarea celor de la National cu artistul islandez Ragnar Kjartansson, a făcut ca trupa să cânte piesa "Sorrow" în mod repetat timp de șase ore.)
- Stan Lai – A Dream Like A Dream, 2014[21]. (Concepută de aclamatul regizor de teatru Stan Lai, piesa creează o experiență de vis, cu o scenă cu patru laturi, scaune rotative și o durată de opt ore.)
- Eric Millikin  – My Drinking Problem, 2016[31][32]. (Act artistic unde Millikin nu a consumat nimic altceva decât Pumpkin Spice Lattes timp de o lună și a băut 150 de cutii de Vernors în mai puțin de două săptămâni.)
- Bruce Nauman -Stamping in the Studio, 1968; (Bruce Nauman se filmează în timp ce calcă înainte și înapoi prin studio, se mișcă în diagonală și în spirală. Aparatul de fotografiat este cu capul în jos, iar acțiunea este astfel inversată în cadru.); Revolving Upside Down, 1969[17][33][34]. (Camera inversată îl surprinde pe Nauman stând în picioare la capătul camerei, învârtindu-se încet pe un picior, mai întâi cu capul în jos într-o direcție, apoi cu capul în sus în cealaltă direcție.)
- Bryan Lewis Saunders -Under the Influence, 2001[35];  (Un artist pictează autoportrete sub influența alcoolului.); Deaf Month, 2011[36]; (Artistul a încercat să devină surd timp de o lună pentru a crea artă bazată pe această experiență.); While Being Tortured, 2014 [37]; 30 Days Totally Blind, 2018 [38]. (Aceasta arată un om incapabil să vadă încercând să deseneze.)
- Carolee Schneeman – Up To And Including Her Limits, 1973—1976[17].(Artista se concentrează pe modul în care corpul ei produce semne în mediul creat. Prin deciziile sale distincte, ea a creat un limbaj între mișcarea corpului său și crearea de semne.)
- Wolfgang Stoerchle – Attempt Public Erection, 1972–1975[22].
- Emma Sulkowicz – Mattress Performance (Carry That Weight-Salteaua suferinței), 2014–2015[39][15] .  (O artă de anduranță care a constat în transportarea de către aceasta a unei saltele foarte lungi prin campusul Universității Columbia, unde a studiat, tot timpul cât a trebuit să meargă la școală cu presupusul ei violator.)
- Zhang Huan – 12 Square Meters, 1994[40]. (Această fotografie îl înfățișează pe artist într-o stare de conștiință accentuată, cu corpul acoperit de roiuri de muște care se așază și se hrănesc cu miere și ulei de pește.)
- Benjamin Bennett – Sitting and Smiling, 2014 – în derulare[41]. (Într-un spectacol tipic, Bennett se uită într-o cameră video care îl înregistrează în timp ce stă și zâmbește nemișcat timp de patru ore.)
- Guido Segni – A quiet desert failure, 2013 – în derulare[42][43][44][45][46][47]. (Segni rezumă proiectul ca fiind o "performanță algoritmică în curs de desfășurare", în care un robot personalizat programat de artist "traversează datele generate de Google Maps pentru a umple un blog Tumblr cu o reprezentare refăcută a întregului deșert Sahara, o postare pe rând, la fiecare 30 de minute.)